# Christopher Bowers-Broadbent
Pour les articles homonymes, voir Bowers et Broadbent.
Christopher Bowers-Broadbent est un organiste et compositeur britannique né le 13 janvier 1945.

## Discographie sélective
- Arvo Pärt : Arbos chez ECM (1987)
- Arvo Pärt : Passio chez ECM (1988)
- Arvo Pärt : Miserere chez EC (1990)
- Arvo Pärt : Trivium chez ECM (1992)
- Arvo Pärt : My Heart's in the Highlands sur Triodion chez Hypérion (2003)
- Œuvres de Henryk Górecki, Erik Satie, Milhaud et Gavin Bryars chez ECM (1992)
- William Byrd : Motets and Mass for four voices chez ECM (1992)
- Olivier Messiaen : Méditations sur le Mystère de la Sainte Trinité chez ECM (1994)